# Filip Jagiełło
Filip Jagiełło (Lubin, Voivodato de Baja Silesia, Polonia, 8 de agosto de 1997) es un futbolista polaco que juega como centrocampista en el Lech Poznań de la Ekstraklasa de Polonia.

## Trayectoria

### Zagłębie Lubin
Jagiełło es un producto exclusivo de las divisiones menores del Zagłębie Lubin, equipo de la ciudad en la que nació e incluso cuando era adolescente se conoció el interés de clubes como Juventus y Ajax sin embargo el joven prospecto polaco decidió permanecer en Lubin, aludiendo que quería lograr objetivos con el club que le dio la oportunidad de formarlo en el fútbol.
En noviembre de 2013 entra por primera vez en la convocatoria del primer equipo y el 15 de diciembre debuta profesionalmente en la caída por 2-1 ante Ruch Chorzów, jugando de titular como medio ofensivo y siendo reemplazado al minuto 34 por Michal Papadopulos. En ese entonces Jagiełło tenía 16 años y aunque tuvo unos cuantos minutos de juego, Zagłębie Lubin terminó descendiendo a la I Liga de Polonia, la segunda división. No tardaron en volver puesto que Lubin campeonó en la siguiente temporada y en la campaña de regreso a la Ekstraklasa, Jagiełło anotó su primer tanto profesional en la victoria por 4-1 sobre Piast Gliwice, el 3 de abril de 2016, sin embargo hasta entonces seguía jugando poco. En la siguiente temporada, 2016/17, logró convertirse en pieza de recambio habitual y en la campaña 2017/18 se volvió titular en el Zagłębie, jugando como mediocentro o extremo.

### Italia
A fines de enero de 2019, Jagiełło firmó con el Genoa de la Serie A de Italia hasta el 30 de junio de 2023, sin embargo cedió al volante al Zagłębie Lubin hasta el final de la temporada 2018/19. El 30 de junio de 2019, se integró a su nuevo club a afrontar su primera experiencia en el extranjero. El 20 de octubre debutó en la derrota de Genoa por 5-1 ante Parma, tras ingresar al minuto 71 por Lasse Schøne, cuando iban cayendo 4-1.
Tras una temporada en el conjunto genovés, en octubre de 2020 fue cedido al Brescia Calcio. Allí estuvo dos años y en su regreso a Génova ayudó al equipo a regresar a la Serie A. Volvió a salir prestado en enero de 2024, siendo el Spezia Calcio su nuevo destino. Tras esta cesión se marchó definitivamente al Lech Poznań, equipo con el que firmó hasta 2027.

## Selección nacional
Jagiełło integró la categoría sub-21 de la selección de fútbol de Polonia, con la cual disputó 9 partidos anotando un gol. Fue parte del equipo que disputó la Eurocopa Sub-21 de 2019, quedándose eliminados en fase de grupos por diferencia de goles pese a ganar dos partidos. Además, fue parte de la selección sub-15, sub-16, sub-17, sub-18 y sub-20.

### Participación en Eurocopas
| Torneo                  | Sede                | Resultado      | Partidos | Goles |
| ----------------------- | ------------------- | -------------- | -------- | ----- |
| Eurocopa Sub-21 de 2019 | Italia · San Marino | Fase de grupos | 2        | 0     |

## Clubes y estadísticas
Actualizado el 3 de mayo de 2025.
| Zagłębie Lubin · Polonia                                                                        | 2013-14       | 1.ª           | 4   | 0  | 0  | 0 | — | — | 4   | 0  |
| Zagłębie Lubin · Polonia                                                                        | 2014-15       | 2.ª           | 4   | 0  | 0  | 0 | — | — | 4   | 0  |
| Zagłębie Lubin · Polonia                                                                        | 2015-16       | 1.ª           | 4   | 1  | 2  | 0 | — | — | 6   | 1  |
| Zagłębie Lubin · Polonia                                                                        | 2016-17       | 1.ª           | 17  | 0  | 0  | 0 | 0 | 0 | 17  | 0  |
| Zagłębie Lubin · Polonia                                                                        | 2017-18       | 1.ª           | 32  | 1  | 3  | 0 | — | — | 35  | 1  |
| Zagłębie Lubin · Polonia                                                                        | 2018-19       | 1.ª           | 32  | 3  | 0  | 0 | — | — | 32  | 3  |
| Zagłębie Lubin · Polonia                                                                        | Total club    | Total club    | 93  | 5  | 5  | 0 | 0 | 0 | 98  | 5  |
| Genoa C. F. C. · Italia                                                                         | 2019-20       | 1.ª           | 11  | 0  | 1  | 0 | — | — | 12  | 0  |
| Brescia Calcio · Italia                                                                         | 2020-21       | 2.ª           | 35  | 6  | 1  | 0 | — | — | 36  | 6  |
| Brescia Calcio · Italia                                                                         | 2021-22       | 2.ª           | 31  | 3  | 1  | 0 | — | — | 32  | 3  |
| Brescia Calcio · Italia                                                                         | Total club    | Total club    | 66  | 9  | 2  | 0 | 0 | 0 | 68  | 9  |
| Genoa C. F. C. · Italia                                                                         | 2022-23       | 2.ª           | 34  | 4  | 2  | 0 | — | — | 36  | 4  |
| Genoa C. F. C. · Italia                                                                         | 2023-24       | 1.ª           | 2   | 0  | 1  | 0 | — | — | 3   | 0  |
| Genoa C. F. C. · Italia                                                                         | Total club    | Total club    | 47  | 4  | 4  | 0 | 0 | 0 | 51  | 4  |
| Spezia Calcio · Italia                                                                          | 2023-24       | 2.ª           | 13  | 1  | ―  | ― | ― | ― | 13  | 1  |
| Spezia Calcio · Italia                                                                          | Total club    | Total club    | 13  | 1  | 0  | 0 | 0 | 0 | 13  | 1  |
| Lech Poznań · Polonia                                                                           | 2024-25       | 1.ª           | 26  | 2  | 1  | 0 | ― | ― | 27  | 2  |
| Lech Poznań · Polonia                                                                           | Total club    | Total club    | 26  | 2  | 1  | 0 | 0 | 0 | 27  | 2  |
| Total carrera                                                                                   | Total carrera | Total carrera | 245 | 21 | 12 | 0 | 0 | 0 | 257 | 21 |
| (1)Incluye datos de la Copa de Polonia (2014/15, 2015/16 y 2017/18) y la Copa Italia (2019/20). |               |               |     |    |    |   |   |   |     |    |

## Palmarés

### Títulos nacionales
| Título            | Club           | País    | Año     |
| ----------------- | -------------- | ------- | ------- |
| I Liga de Polonia | Zagłębie Lubin | Polonia | 2014-15 |
| Ekstraklasa       | Lech Poznań    | Polonia | 2024-25 |